# 중거리 탄도 미사일

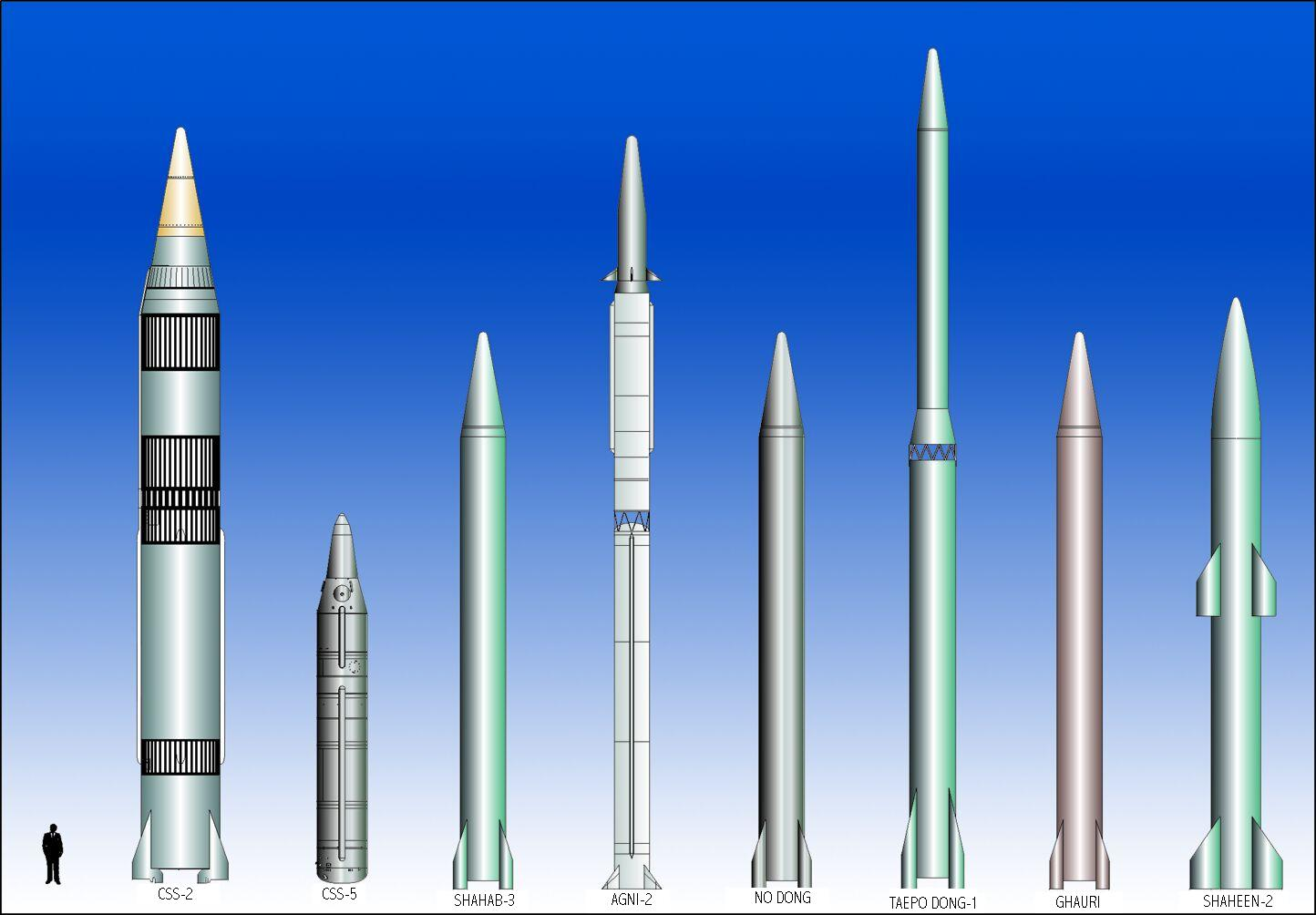

중거리탄도유도탄(中距離彈道誘導彈, 영어: intermediate-range ballistic missile, IRBM)은 사거리 3,000–5,500 km (1,864–3,418 마일)인 탄도 미사일을 말한다. 사거리 1,000–2,500 km인 준중거리탄도유도탄(MRBM)보다 사정거리가 길고, 사거리 5,500 km 이상인 ICBM 보다 사거리가 짧다.
최신의 탄도미사일 분류로 전역탄도미사일(TBM: theater ballistic missile)이 있다. 사거리 300 km 이상 3500 km 이하인 탄도 미사일(SRBM, MRBM, IRBM)을 말한다.

## IRBM 목록

### 지상기반형 IRBM
| 명칭                      | 최소 사거리 (km) | 최대사거리 (km) | 보유국               | 상태                    |
| ------------------------- | ---------------- | --------------- | -------------------- | ----------------------- |
| PGM-17 토르               | 1,900            | 2,400           | 미국/ 영국           | 퇴역                    |
| 블루 스트릭               | 3,700            |                 | 영국                 | 취소됨                  |
| R-14 추소바야 (SS-5)      | 3,700            |                 | 소련                 | 퇴역                    |
| RSD-10 파이오니어 (SS-20) | 5,500            |                 | 소련                 | 퇴역                    |
| DF-3A                     | 4,000            | 5,000           | 중국/ 사우디아라비아 | 퇴역(중국)/운용(사우디) |
| DF-25                     | 3,200            | 4,000           | 중국                 | 알 수 없음              |
| DF-26                     | 3,500            | 5,000           | 중국                 | 운용                    |
| S3                        | 3,500            |                 | 프랑스               | 퇴역                    |
| 아그니 3                  | 3,500            | 5,000           | 인도                 | 운용                    |
| 아그니 4                  | 4,000            |                 | 인도                 | 운용                    |
| 화성 10호/무수단/노동B    | 2,500            | 4,000           | 북한                 | 운용                    |
| 화성 12호                 | 3,700            | 6,000           | 북한                 | 알 수 없음              |
| 샤하브 5                  | 4,000            | 4,300           | 이란                 | 알 수 없음              |
| 현무5                     | 600              | 5,500           | 대한민국             | 운용                    |

### 잠수함 발사형 IRBM
- 사거리가 중거리탄도유도탄(IRBM)일 경우에만 이 목록에 표기한다.
- 사거리와 관계없이 잠수함에서 발사되는 유도탄을 총칭하는 경우는 잠수함발사 탄도유도탄 문서를 참고하라.

| 명칭 | 최소 사거리 (km) | 최대사거리 (km) | 보유국 | 상태   |
| ---- | ---------------- | --------------- | ------ | ------ |
| K-4  | 3,500            |                 | 인도   | 개발중 |

## 같이 보기
- SRBM
- MRBM
- IRBM
- ICBM